# Třída Ton
Třída Ton byla třída pobřežních minolovek Britského královského námořnictva, stavěných především pro likvidaci magnetických min v mělkých vodách poblíž přístavů. Postaveno jich bylo celkem 118 kusů, přičemž 35 jich Velká Británie později předala námořnictvům různých zemí Commonwealthu. Royal Navy je vyřadilo na počátku 90. let.

## Stavba

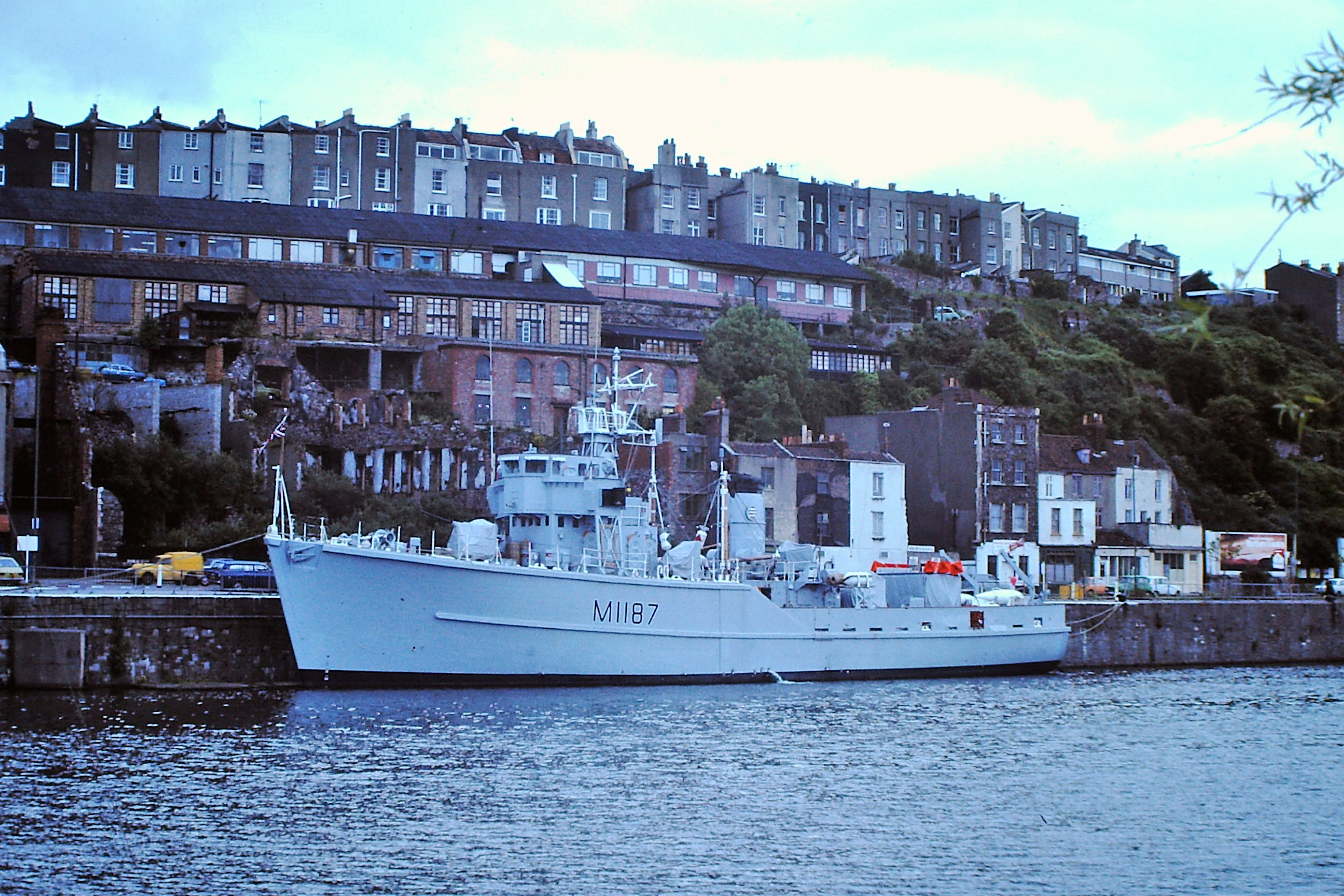
HMS Upton

Celkem bylo v letech 1950–1952 objednáno 118 jednotek této třídy. Navrhla je britská loděnice John I. Thornycroft & Company. Na vodu byly spuštěny v letech 1953–1959. Původně měla být pojmenována podle hmyzu, ale nakonec dostala jména britských vesnic končící na -ton.

## Konstrukce
Plavidla byla stavěna z nemagnetických materiálů, kostra ze slitin hliníku byla pokrytá dřevem. První postavená plavidla měla otevřený můstek. Vybavena byla radarem typu 978, který později nahradil typ 1006. Základní obrannou výzbroj tvořil jeden 40mm kanón Bofors a dva 20mm kanóny Oerlikon. Pohonný systém u prvních plavidel (plavidla M1101–M1130) tvořily dva dieselové dvanáctiválce Mirrlees o výkonu 2500 hp. Později byly instalovány výkonnější osmnáctiválce Napier Deltic o výkonu 3000 hp. Nejvyšší rychlost dosahovala 15 uzlů. Dosah byl 3000 námořních mil při rychlosti 8 uzlů.

### Modifikace
Během služby v britském námořnictvu bylo 16 minolovek upraveno pro vyhledávání min (minehunters). Jejich minolovný tral byl odstraněn. Vybaveny byly sonarem typu 193. Likvidaci min prováděl tým čtyř potápěčů, kteří využívali dva rychlé čluny. Minolovky Edderton a Sullington byly upraveny na výzkumné lodě Myrmidon a Mermaid, minolovka Invermoriston byla upravena na záchranné plavidlo a Laleston na mateřskou loď potápěčů. V roce 1971 bylo pět minolovek upraveno na hlídkové lodě a posláno do Hongkongu. Hlavní změnou bylo přidání druhého 40mm kanónu.

## Zahraniční uživatelé
Argentina

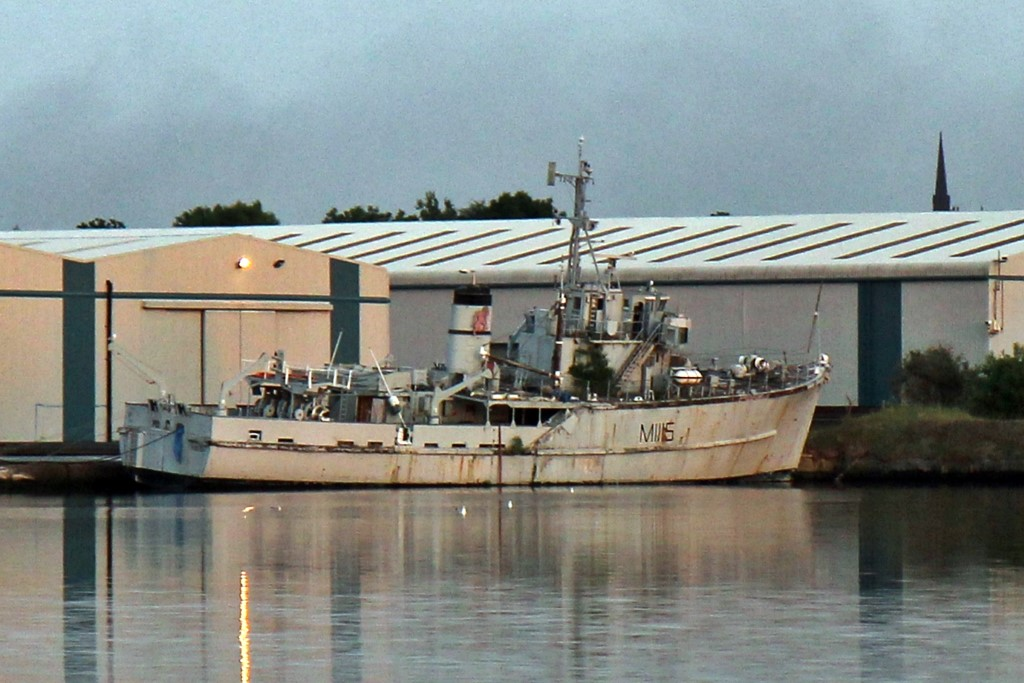
HMS Bronington (M1115)

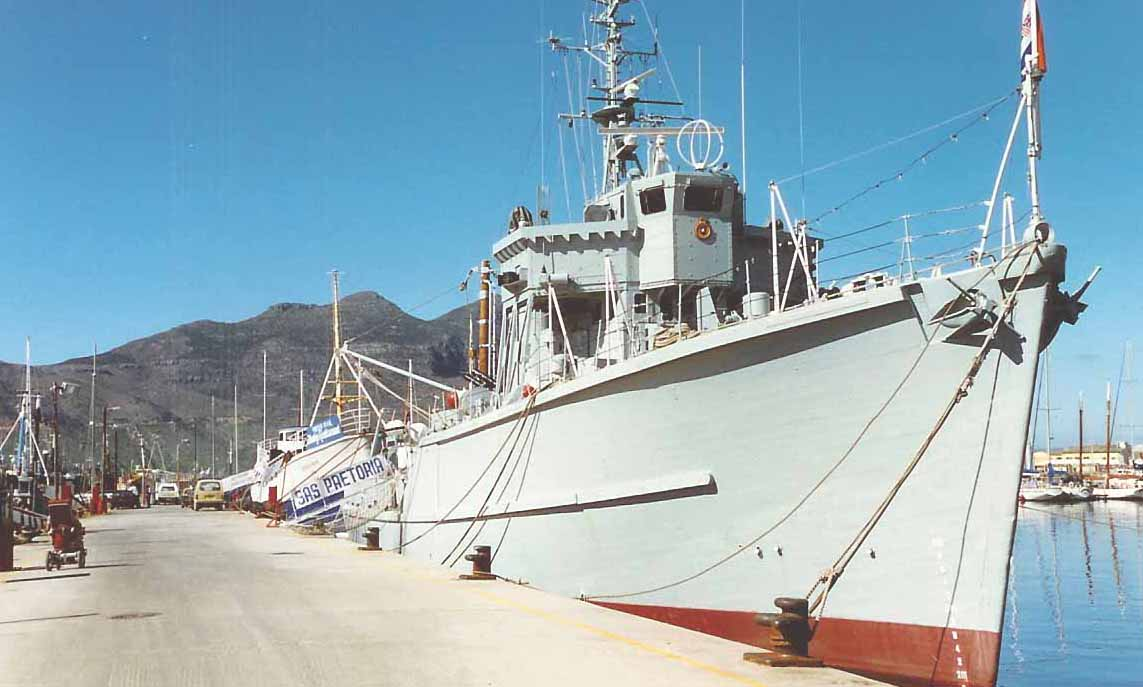
SAS Pretoria

- Argentinské námořnictvo – 6 kusů (Chaco, Chubut, Formosa, Neuquen, Rio Negro a Tierra del Fuego)

 Austrálie
- Australské královské námořnictvo – roku 1961 získalo 6 kusů (Gull, Hawk, Ibis, Snipe, Curlew a Teal)

 Ghana
- Ghanské námořnictvo – 1 kus (Ejura)

 Indie
- Indické námořnictvo – 4 kusy (Cannanore, Cuddalore, Kakinada a Karwar)

 Irsko
- Irské námořnictvo – 3 kusy (Banba, Fola a Grainne)

 Jižní Afrika
- Jihoafrické námořnictvo – 10 kusů (Pretoria, Kaapstad, Johannesburg, Kimberley, Walvisbaai, Mosselbaai, Port Elizabeth, East London, Windhoek a Durban)[4]

 Malajsie
- Malajsijské královské námořnictvo – 6 kusů (Brimchang, Jerai, Kinabulu, Ledang, Mahamiru a Tahan)

## Dochované exempláře
Jihoafrická minolovka Durban (M1499) byla po vyřazení přeměněna na muzejní loď. Minolovka Durban byla první válečnou lodí postavenou přímo pro Jihoafrické námořnictvo, neboť to předtím získávalo plavidla z druhé ruky. Zpřístupněna byla roku 1988 v rámci Durban (Port Natal) Maritime Museum. Dne 29. června 2020 se minolovka zčásti potopila, přičemž její záď dosedla na mělké dno přístavu.